# ロレンツォ・ディ・クレディの肖像
『ロレンツォ・ディ・クレディの肖像』（ロレンツォ・ディ・クレディのしょうぞう、伊: Ritratto di Lorenzo di Credi, 英: Portrait of Lorenzo di Credi）は、盛期ルネサンスのイタリアの巨匠ピエトロ・ペルジーノが1488年に制作した肖像画である。油彩。フィレンツェの画家ロレンツォ・ディ・クレディを描いた作品と考えられている。ペンシルベニア州フィラデルフィアの実業家・美術収集家ピーター・アレル・ブラウン・ワイドナーが所有した絵画の1つで、現在はワシントンD.C.のナショナル・ギャラリー・オブ・アートに所蔵されている。

## 人物
ロレンツォ・ディ・クレディはフィレンツェに生まれ、フィレンツェで活動した画家、彫刻家である。おそらく1470年代初頭にアンドレア・デル・ヴェロッキオの工房に入って訓練を受けた。1480年にはヴェロッキオの工房で画家として働いていたことが記録に残されており、1488年にヴェロッキオが亡くなるまで留まった。ヴェロッキオの死後、工房を引き継いだのはロレンツォ・ディ・クレディである。同僚には本作品を制作したペルジーノや、若く才能にあふれたレオナルド・ダ・ヴィンチがおり、レオナルド・ダ・ヴィンチに強い影響を受けた。クレディの作品は技術的に熟達していたが、概して独創性に欠け、また保守的であった。作品は宗教的なものが多くを占め、世俗的な作品をほとんど描かなかったが、肖像画は人気があった。

## 作品

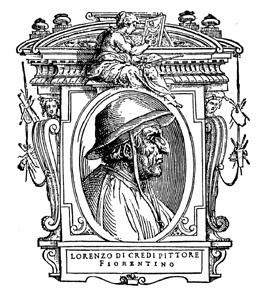
ジョルジョ・ヴァザーリの『画家・彫刻家・建築家列伝』のロレンツォ・ディ・クレディを描いた挿絵。

ロレンツォ・ディ・クレディは四分の三正面の胸像として描かれている。細くくっきりした顔立ちをしており、やや鷲鼻ではあるがまっすぐな鼻、茶色の瞳と濃く太い眉毛、突き出たあごを持ち、頬骨は高く、口角が下に向いたバラ色で肉厚の口は真剣かつ憂鬱な表情を浮かべている。ウェーブがかった茶色の髪は首の後ろに落ち、丸いつばのない黒色の帽子をかぶり、ハイネックの黒いチュニックを着ている。クレディはあごを上げ、顔を正面に向けることなく茶色の瞳の端で鑑賞者を見つめている。それは強い視線でありながら、悲し気でもあり、同時に遠くを見るようでもある。板絵の裏側には「ロレンツォ・ディ・クレディ、最も優れた画家、1488年、32歳8か月」と記されており、ヴェロッキオが死去した年の日付が記されていることから、クレディの曇った表情はヴェロッキオの死に原因があると考えられている。クレディの背後には草が生い茂った丘陵地帯と、木々が生えた険しい岩山がある。その向こうに広がる大地は遠くに見えるぼんやり霞んだ青い山々まで伸びている。
ジョルジョ・ヴァザーリの『画家・彫刻家・建築家列伝』には、帽子をかぶって横を向いた年老いたロレンツォ・ディ・クレディを描いた挿絵があり、本作品との間にある程度の類似性を認めることができる。
以前はロレンツォ・ディ・クレディの自画像と見なされていたが、1932年に美術史家リチャード・オフナーによってペルジーノの作品である可能性が示唆された。
1933年、肖像画の支持体は板からキャンバスに移し替えられた。板絵の裏側に記されていた銘文は、支持体が変更された際に保存されたが、1965年に美術館の概要目録と関連した再調査が行われた以降に消失してしまった。幸い当時撮影された写真が残されており、それによると銘文は肖像画と同じ時代に記されたものではなく、おそらく16世紀のものであり、部分的にローマン・キャピタルとつなげ字で記されていた。

## 来歴
初期の来歴は不明である。おそらく18世紀半ばまでフィレンツェの個人コレクションに属していたと考えられている。1895年以前には肖像画はローマにあり、その後、グラスゴーのウィリアム・ビーティ（William Beattie）の手に渡った。肖像画は所有者であるビーティが1901年にロンドンで催された展覧会に貸し出したことで広く知られるようになり、1911年1月16日にフィラデルフィアの実業家・美術収集家ピーター・アレル・ブラウン・ワイドナーに売却された。ワイドナーの死後の1942年、息子ジョーゼフ・E・ワイドナーによって膨大なコレクションの一部としてナショナル・ギャラリー・オブ・アートに寄贈された。

## ギャラリー
ペルジーノの肖像画

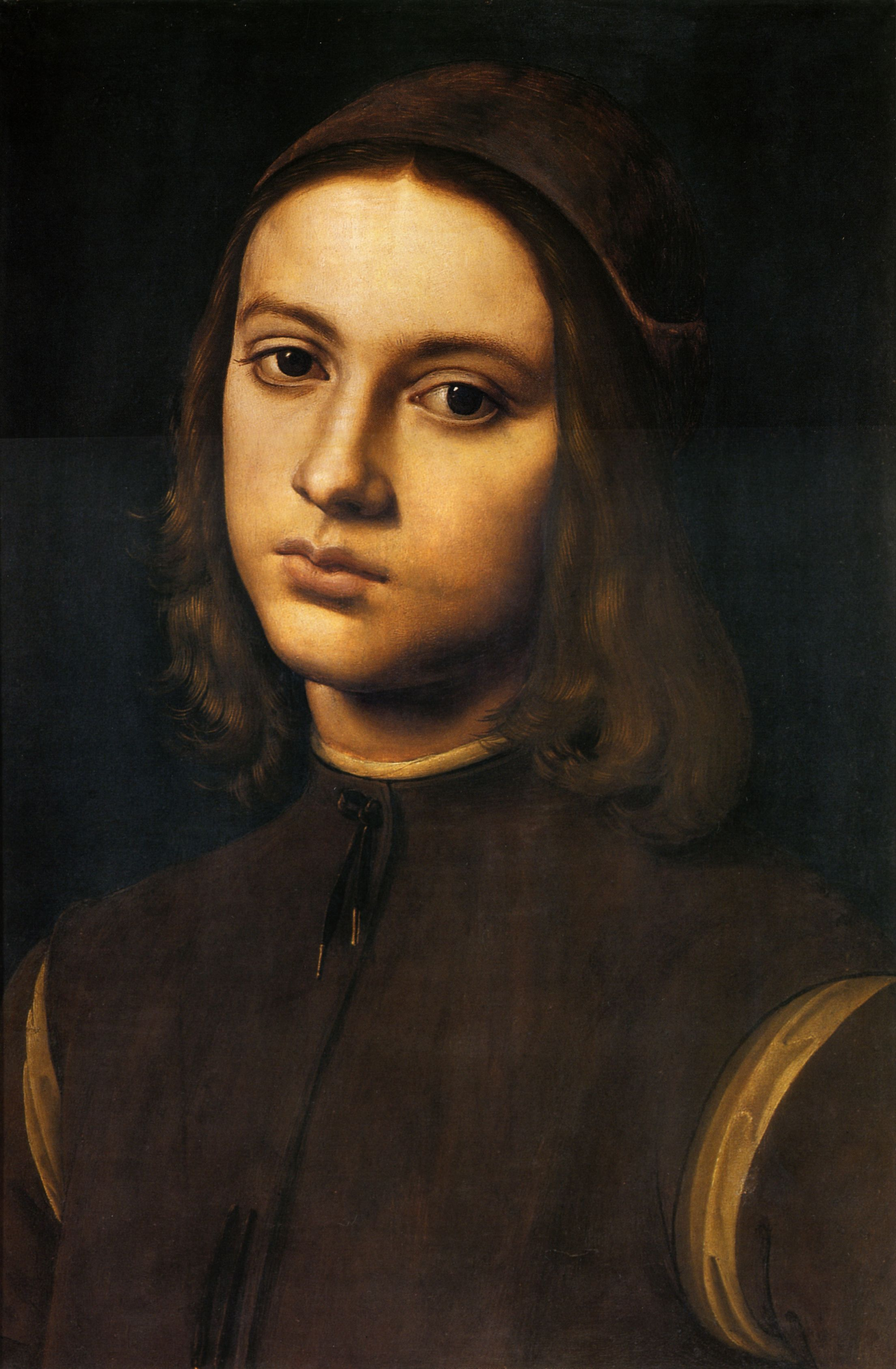
『若い男の肖像』1480年頃 ウフィツィ美術館所蔵
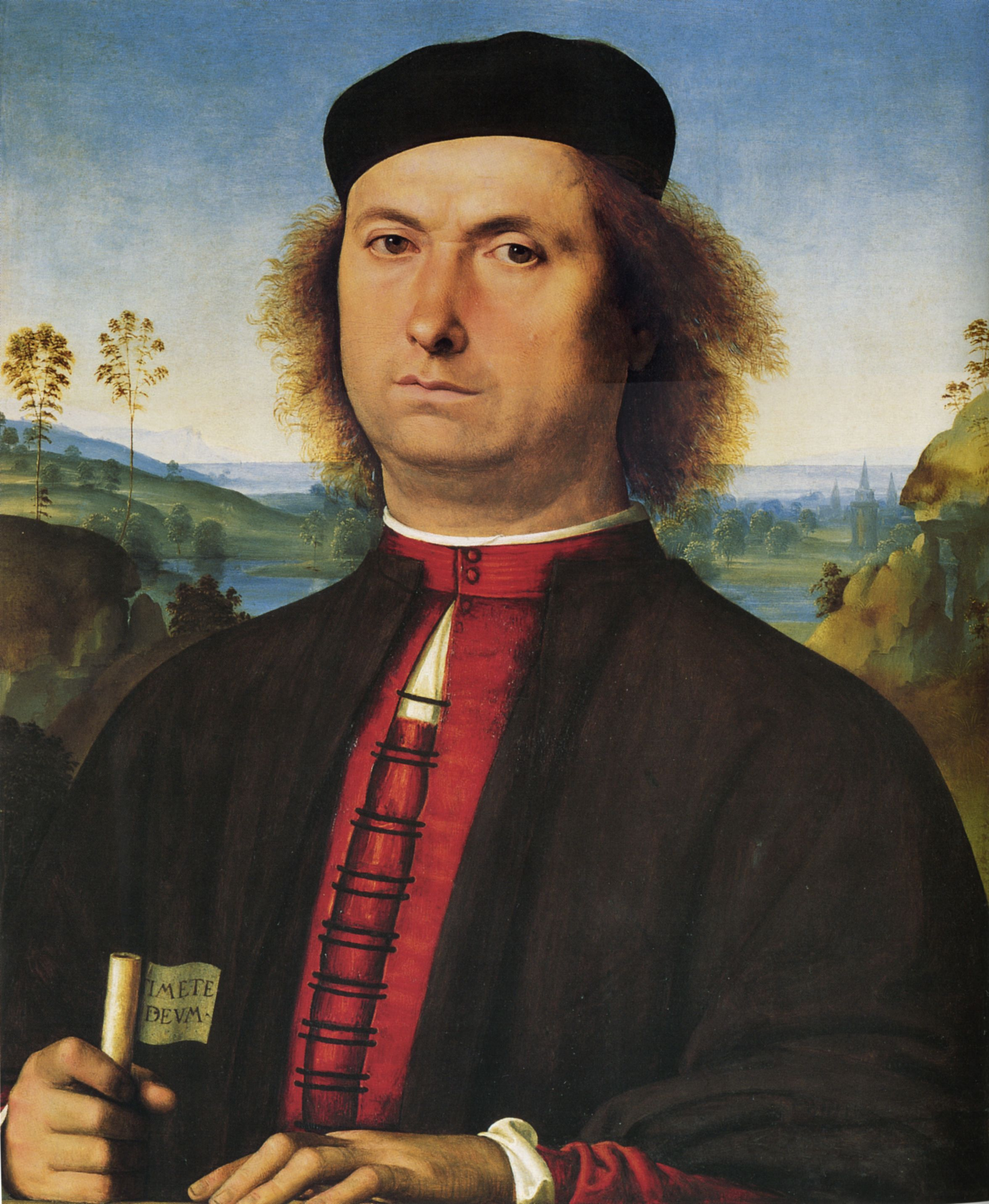
『フランチェスコ・デッレ・オペレの肖像』1494年 ウフィツィ美術館所蔵